# Trasatlántico (álbum de Aleks Syntek)
Trasatlántico es el séptimo álbum de estudio del cantante mexicano Aleks Syntek, publicado por la compañía discográfica Sony Music.
El álbum es un tributo al rock y el pop de España de los años 80, el cual inspiró y marcó a Aleks Syntek en sus inicios musicales, adaptando las canciones a su estilo musical de pop, pop rock y balada romántica. El álbum también cuenta con la colaboración de algunos de los intérpretes originales de las canciones, tales como David Summers, Ana Torroja, Teo Cardalda y Nacho García Vega entre otros.
Dentro del álbum, se destaca los sencillos «El ataque de las chicas cocodrilo» y «Es por ti», canciones que cuentan con la participación de David Summers y Teo Cardalda respectivamente.

## Lista de canciones
| N.º | Título                                                                | Escritor(es) | Duración |  |
| 1.  | «Intro» (con Javier Gurruchaga, de Orquesta Mondragón)                | | 0:38     |  |
| 2.  | «A cara o cruz»                                                       | Santiago Auserón Luis Auserón | 4:01     |  |
| 3.  | «El ataque de las chicas cocodrilo» (con David Summers, de Hombres G) | David Summers | 3:13     |  |
| 4.  | «Viviendo de noche» (con Javier Lozada, de Veni Vidi Vici)            | Javier Losada José Daniel Maroto Ruiz | 3:45     |  |
| 5.  | «Sin aliento» (con Javier Ojeda, de Danza Invisible)                  | José Luis Arriols Palleja Germán González Fernández Álvaro García Novo Fernando Lamoneda López David Obelleiro Rubio                     | 3:41     |  |
| 6.  | «Es por ti» (con Teo Cardalda, de Cómplices)                          | Teo Cardalda José Manuel Bravo | 3:57     |  |
| 7.  | «Vístete» (con Nacho García Vega, de Nacha Pop)                       | Ignacio García Vega | 3:28     |  |
| 8.  | «El cine» (con Ana Torroja, de Mecano)                                | Ignacio Cano Andrés | 4:01     |  |
| 9.  | «Yo no me llamo Javier» (con Pablo Carbonell, de Los Toreros Muertos) | José Luis Moure Alonso Pablo Carbonell                                                                                                   | 3:45     |  |
| 10. | «Sildavia» (con Rafa Sánchez, de La Unión)                            | Luis Bolin Domecq Mariano Martínez Molina Iñigo Zabala Bazán Rafa Sánchez                                                                | 4:00     |  |
| 11. | «La puerta de Alcalá» (con Ana Belén)                                 | Miguel Ángel Campos López Bernando Feuerriegel Fuster Francisco de Paula Villar Luis Mendo Muñoz                                         | 4:27     |  |
| 12. | «Si yo fuera mujer» (con Patxi Andion)                                | Andrea Mingardi | 3:49     |  |
| 13. | «Santa Lucía»                                                         | Mario Roque Fernández Narvaja | 4:19     |  |
| 14. | «Cómo pudiste hacerme esto a mí»                                      | Carlos García-Berlanga Manrique Ignacio Canut Guillén                                                                                    | 3:48     |  |
| 15. | «A cada paso que doy»                                                 | Carmen Santonja Esquivias María Luz Casal Paz Miguel Ángel Campos López Sergio Castillo Guerrero                                         | 4:00     |  |
| 16. | «Viaje con nosotros» (con Javier Gurruchaga, de Orquesta Mondragón)   | Fernando Manuel González de Canales García José María Inausti Beorlegui Luis Alberto de Cuenca y Prado Javier Ignacio Gurruchaga Iriarte | 4:25     |  |
| 17. | «Lucha de gigantes» (Bonus Track)                                     | Antonio Vega Talles | 3:43     |  |